# 三共 (パチンコ)
株式会社三共（さんきょう、英: SANKYO CO., LTD.、定款上の商号: 株式会社SANKYO）は、東京都渋谷区に本社を置く日本のパチンコメーカー。

パチンコ機業界では最大手の規模を持つ。コーポレート・スローガンは、「パチンコで、いい笑顔。Good luck. Good life.」。

## 概要
毒島邦雄が平和工業（後の平和）の常務を退任後、1966年4月に名古屋で設立した中央製作所が興り。1981年4月に群馬県桐生市へ本社を移転したのち、2008年8月に現在地である東京都渋谷区に本社を移転した。
株式を公開しており、1995年に東京証券取引所第2部上場、1997年には1部に指定替えされた。
パチンコ機メーカーとしては大手であり、1997年には他社と共同で運用していたパチンコのパテント（特許）プール機関をめぐり、公正取引委員会によって私的独占にあたるとして審決を下されたことがある。
2004年11月、確変割合の上限が撤廃された新基準機第1号マシン「CRフィーバー大ヤマト2」を発売。それまでのパチンコ機ではなかった連荘機能がある。また、完全撤去まで長く置かれた機種でもあった。
近年では、競合する京楽がヒット作を連発するようになってから演出面で遅れをとり、2007年夏頃まで低迷した。しかし、CRフィーバー倖田來未のヒットで盛り返し、業界最大手の地位を保っている。また2016年以降相次ぐ規制がより激しくなる一方で、2017年にCRフィーバー戦姫絶唱シンフォギアが登場した。当初予定台数約1万と低めの台数だったが各地で高い稼働を記録し、その後増台し更にセル盤を新たに2つ作るなど、稼働から現在までその年を代表する台となった。これを機に内規規制が緩和され、他のパチンコメーカーからも高継続型の機種が出始めることとなる。2007年9月に公開された「劇場版 創聖のアクエリオン」の公式スポンサーになっており、CMの最後には「Supported（Presented） by SANKYO（社名ロゴ）」が表示される。
TVCMは2011年3月11日以降、東日本大震災の影響で自粛していたが、同年5月9日より再開した。
イメージキャラクターはドラムくんであり、同社の社員バッジのモチーフにもなっている。他キャラクターには夢夢ちゃん、まりこ、花菱テンカ、最近では桐生七美などがある。

### フィーバー
フィーバー（FEVER）は三共の登録商標。数あるパチンコ機の中で、大当たり時に「フィーバー！」と叫ぶのは、三共（及び一部のビスティ･ジェイビー）の機種のみ。また、三共のデジパチ機のほとんどは機種名にも「フィーバー」の名を冠している。 

## 所在地
- 本社 - 東京都渋谷区渋谷三丁目29-14（ビスティ本社も入居）
- 三和工場 - 群馬県伊勢崎市三和町2732-1

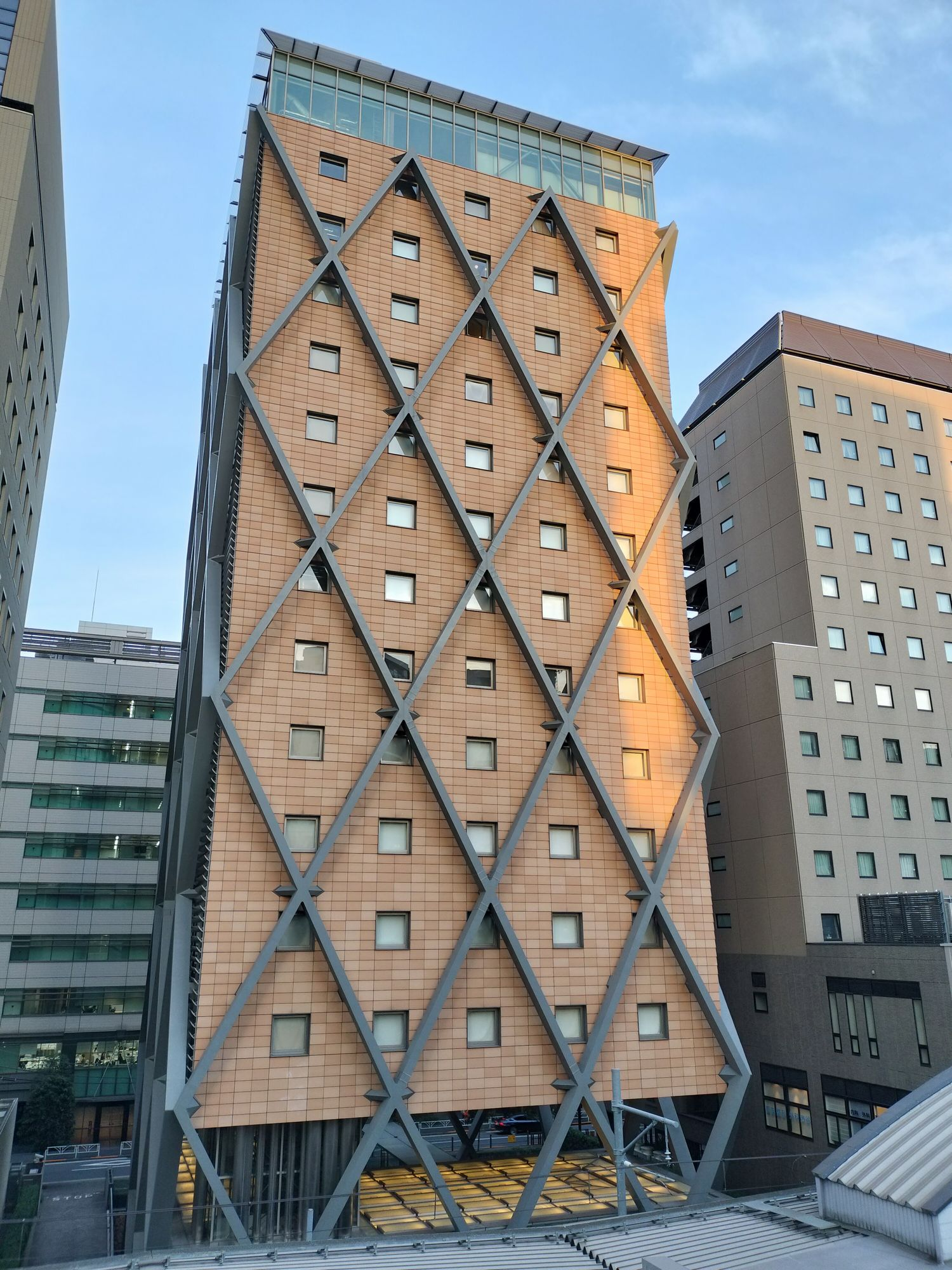
本社ビルを西側から見る
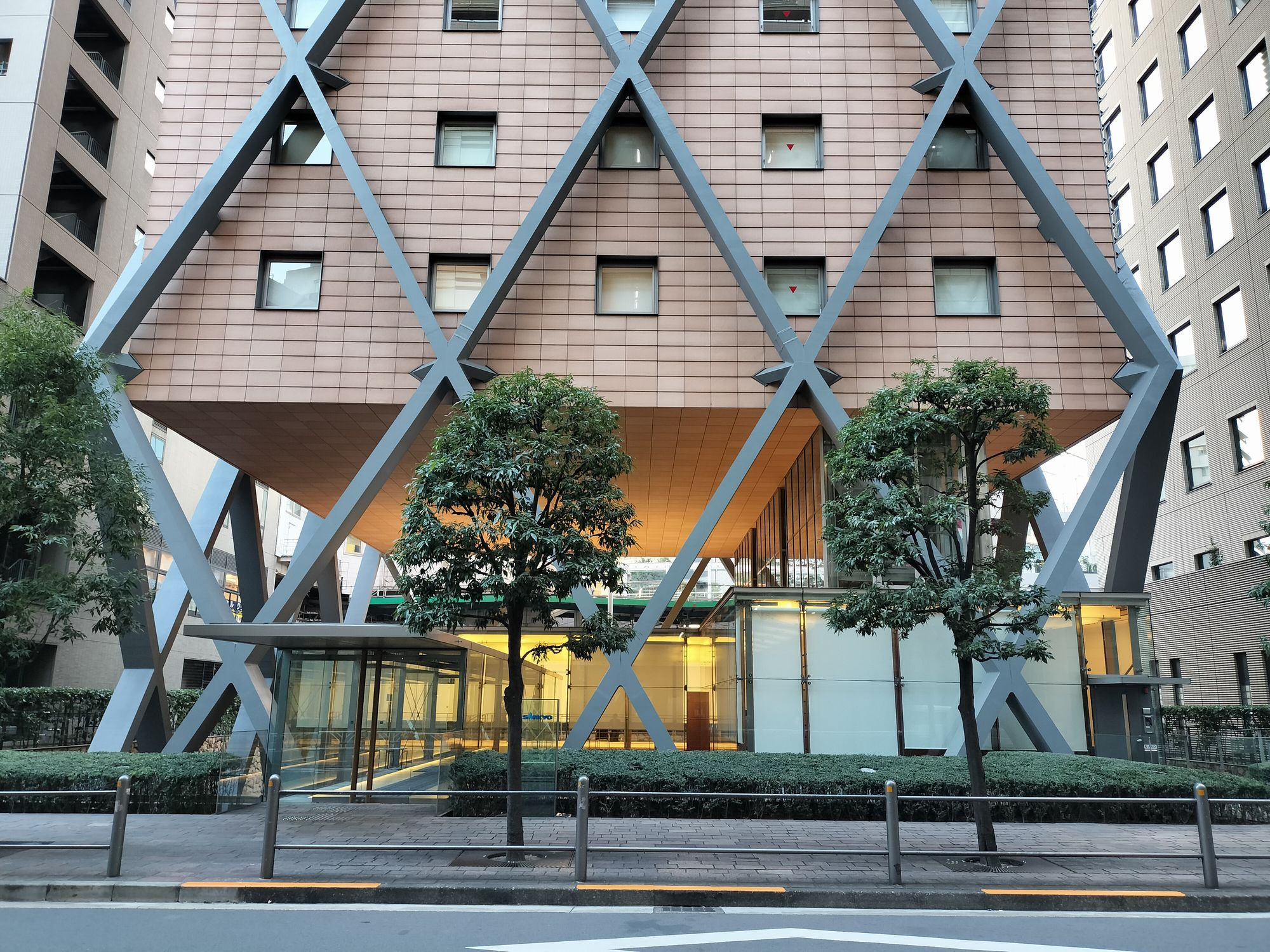
本社ビルの下層部

## パチンコ機種一覧

### 旧要件機（主要機種）
- 1980年 - フィーバー
- 1986年 - スーパーコンビ
- 1988年 - マジックカーペット
- 1989年 - フィーバーレクサス
- 1990年 - フィーバーボルテックス
- 1992年 - フィーバーパワフルIII、フィーバーシスコ、花のOL娘
- 1993年 - フィーバークィーンII、フィーバーガールズI
- 1994年 - CRフィーバーワールドI
- 1998年 - CRフィーバー空手OH!
- 1999年 - CRフィーバーゴースト
- 2000年 - フィーバー電車でGO!、CRスーパーコンビSP
- 2001年 - CRフィーバーもののけ
- 2002年 - CRフィーバー大ヤマト
- 2003年 - CRフィーバー夏祭り
- 2004年 - CRフィーバーロード・オブ・ザ・リング

### 2004年改正規則準拠機
| 機種名                                            | 発売年月   | 備考                                            |
| ------------------------------------------------- | ---------- | ----------------------------------------------- |
| CRフィーバー大ヤマト2                             | 2004年11月 | 新要件機の業界第1号、新枠「ルミナ」採用         |
| CRフィーバースター・ウォーズ                      | 2005年1月  |                                                 |
| CRフィーバーネオパワフル                          | 2005年3月  | 当時業界最大の15インチ液晶搭載                  |
| CRフィーバー湯けむり紀行                          | 2005年4月  |                                                 |
| CRフィーバー宝船                                  | 2005年6月  |                                                 |
| CRフィーバーユンソナ                              | 2005年7月  | 3面体ドラム搭載                                 |
| CRフィーバー吉田拓郎の夏休みがいっぱい            | 2005年8月  |                                                 |
| うちのポチ                                        | 2005年10月 | 普通機タイプ                                    |
| CRミラクルカーペット                              | 2005年10月 | 羽根モノタイプ                                  |
| CRフィーバー暴走王小川直也                        | 2005年10月 |                                                 |
| CRフィーバー陰陽師                                | 2005年12月 | 初の8個保留機、ヘソ・電チューの各保留で独立抽選 |
| CRフィーバー銀河鉄道物語                          | 2006年1月  |                                                 |
| CRフィーバージュリー・ザ・ピンボール              | 2006年3月  |                                                 |
| CRフィーバーインディ・ジョーンズ                  | 2006年4月  |                                                 |
| CRフィーバーパワフルZERO                          | 2006年5月  |                                                 |
| CRフィーバースーパースタジアム                    | 2006年6月  | 3面体ドラム搭載、初の甘デジスペック発売         |
| CR志村ワールド                                    | 2006年6月  | 直撃大当たり搭載の羽根モノタイプ                |
| CRフィーバー電車でGO!2                            | 2006年7月  |                                                 |
| CRビッキーチャンスREV.                            | 2006年7月  | 権利物タイプ                                    |
| CRフィーバー美ら島                                | 2006年9月  |                                                 |
| CRドッカンレックス                                | 2006年10月 | 羽根モノタイプ                                  |
| CRフィーバークイーンZERO                          | 2006年11月 |                                                 |
| CRフィーバーボビーとダチョウ倶楽部の世界紀行      | 2006年12月 |                                                 |
| CRフィーバーキャプテンハーロック                  | 2007年1月  |                                                 |
| CRフィーバー覇-LORD-                              | 2007年3月  |                                                 |
| CRフィーバー変なおじさん                          | 2007年4月  |                                                 |
| CRフィーバー007                                   | 2007年5月  |                                                 |
| KODA KUMI FEVER LIVE IN HALL                      | 2007年7月  | 新枠「クリステラ」初採用                        |
| CRパトラッシュ                                    | 2007年9月  | 新枠「ルミナGT」初採用                          |
| CRフィーバー創聖のアクエリオン                    | 2007年11月 |                                                 |
| CRフィーバー春のワルツ                            | 2008年3月  |                                                 |
| CRパトラッシュ2                                   | 2008年5月  | ルミナGT枠                                      |
| CRフィーバー大夏祭り                              | 2008年8月  |                                                 |
| CRフィーバースター・ウォーズ ダース・ベイダー降臨 | 2008年12月 |                                                 |
| CRフィーバー愛の戦士レインボーマン                | 2008年12月 |                                                 |
| CRフィーバーパワフルワールド                      | 2009年2月  | ルミナGT枠                                      |
| CR蒼穹のファフナー                                | 2009年3月  | 旧1種・2種混合タイプ、ルミナGT枠                |
| CRフィーバー銀牙伝説WEED                          | 2009年4月  |                                                 |
| CRフィーバードリフだよ!全員集合                   | 2009年5月  |                                                 |
| CR KODA KUMI FEVER LIVE IN HALL II                | 2009年7月  |                                                 |
| CRフィーバー機動戦艦ナデシコ                      | 2009年9月  |                                                 |
| CRフィーバー超時空要塞マクロス                    | 2009年12月 | 新枠「Vトリガー」初採用                         |
| CRフィーバーパワフルパレス                        | 2010年2月  | ルミナGT枠                                      |
| CRフィーバーキングブレイド                        | 2010年2月  | ルミナGT枠                                      |
| CR沖〜な                                          | 2010年3月  | ルミナGT枠                                      |
| CRパトラッシュ3                                   | 2010年7月  | 新枠「Vスパーク」初採用                         |
| CRフィーバーX JAPAN                               | 2010年9月  |                                                 |
| CRフィーバー祭り ザ・キング                       | 2010年9月  | Vスパーク枠                                     |
| CRフィーバータイガーマスク                        | 2010年12月 |                                                 |
| CRフィーバーらんま1/2 温泉アスレチック編          | 2011年2月  |                                                 |
| CRフィーバー創聖のアクエリオン 転翅篇             | 2011年3月  | 初のST機、Vスパーク枠                           |
| CRフィーバーマクロスフロンティア                  | 2011年5月  |                                                 |
| CR X-FILES                                        | 2011年5月  | 突破型高継続マシンの業界第1号機、Vスパーク枠    |
| CRフィーバールーセント                            | 2011年11月 | Vスパーク枠                                     |
| CRフィーバー宇宙戦艦ヤマト復活篇                  | 2011年12月 |                                                 |
| CRフィーバー覇王伝 零                             | 2012年3月  | ST中での転落抽選あり、パワパチ機能初搭載機種    |
| CRフィーバー倖田來未III〜Love Romance〜           | 2012年3月  |                                                 |
| CRフィーバー創聖のアクエリオンIII                 | 2012年7月  |                                                 |
| CRフィーバー覇-LORD-2                             | 2012年10月 |                                                 |
| CRフィーバー蒲田行進曲                            | 2012年11月 | ヘソ・電チューの各保留で独立抽選                |
| CRフィーバータイガーマスク2                       | 2013年1月  | 新枠「EVOL」初採用、同社初のV確変機             |
| CRフィーバー機動戦士ガンダム                      | 2013年4月  | 専用筐体採用                                    |
| CRフィーバースレイヤーズREVOLUTION                | 2013年10月 |                                                 |
| CRフィーバー海猿                                  | 2014年3月  |                                                 |
| CRフィーバーモーレツ宇宙海賊                      | 2014年6月  |                                                 |
| CRフィーバー涼宮ハルヒの憂鬱                      | 2014年7月  | 旧1種・2種混合タイプ                            |
| CR FEVER KODA KUMI LEGEND LIVE                    | 2014年10月 |                                                 |
| CRフィーバークイーンII                            | 2014年11月 | 甘デジ専用機                                    |
| CRフィーバースター・ウォーズ                      | 2014年12月 |                                                 |
| CRフィーバー真花月                                | 2015年1月  |                                                 |
| CRフィーバーパワフルDX                            | 2015年2月  | 甘デジ専用機                                    |
| CRフィーバー機動戦士ガンダム V作戦発動            | 2015年3月  | 新枠「Fortune」初採用                           |
| CRフィーバー宇宙戦艦ヤマト                        | 2015年5月  |                                                 |
| CRA羽根らんま1/2                                  | 2015年7月  | 羽根モノ、EVOL枠                                |
| CRフィーバーマクロスフロンティア2                 | 2015年8月  | 1種2種混合機                                    |

### 2016年内規準拠機
| 機種名                                       | 発売年月   | 備考 |
| -------------------------------------------- | ---------- | --- |
| CRフィーバーアクエリオンEVOL                 | 2015年12月 | 新基準MAX機 |
| CRフィーバー宇宙戦艦ヤマト -ONLY ONE-        | 2016年1月  | 高継続型1種2種混合機 |
| CRフィーバー機動戦士ガンダム LAST SHOOTING   | 2016年3月  | |
| CRフィーバー夢福神                           | 2016年5月  | |
| CRフィーバーa-nation                         | 2016年8月  | |
| CRフィーバーバニー&バニー                    | 2016年10月 | |
| CRフィーバータイガーマスク3                  | 2016年11月 | |
| CR FEVER KODA KUMI V SPECIAL LIVE            | 2017年2月  | |
| CRフィーバーサムライブレード                 | 2017年3月  | 一種二種混合機 |
| CRフィーバー戦姫絶唱シンフォギア             | 2017年8月  | 高継続型1種2種混合機 ※増台によるセル盤追加。2018年12月甘デジリリース。2021年3月遊タイム付き甘デジリリース。(形式が新基準機のPとなる。) |
| CRフィーバーLADY GAGA                        | 2017年11月 | |
| CRフィーバーマイケル・ジャクソン             | 2017年12月 | |
| CRフィーバー機動戦士Zガンダム                | 2018年1月  | |
| CRフィーバー革命機ヴァルヴレイヴ             | 2018年3月  | |
| CRフィーバーR-18                             | 2018年4月  | |
| CRフィーバーアクエリオンW                    | 2018年8月  | |
| CRドラムゴルゴ13                             | 2018年10月 | |
| CRフィーバー バイオハザード リベレーションズ | 2018年11月 | |
| CRフィーバーエルドラ                         | 2018年12月 | V入賞タイプ |
| CRフィーバーゴルゴ13                         | 2019年1月  | |
| CRフィーバーマクロスフロンティア3            | 2019年3月  | Light Middle ver.はビスティ製(ビスティとしては最後のFORTUNE枠)                                                                         |

### 2018年改正規則準拠機
| 機種名                                                                      | 発売年月   | 備考 |
| --------------------------------------------------------------------------- | ---------- | --- |
| Pフィーバー革命機ヴァルヴレイヴ                                             | 2018年8月  | 2018年改正規則準拠第1号機。業界初の6段階設定。甘デジもリリース。                                                           |
| PフィーバーR-18 Honey ver.                                                  | 2018年9月  | 6段階設定 |
| Pフィーバー蒼穹のファフナー2                                                | 2019年2月  | V入賞タイプ |
| PフィーバーアクエリオンW 最終決戦Ver.                                       | 2019年3月  | 1種2種混合機。 |
| Pフィーバースーパー戦隊                                                     | 2019年4月  | 6段階設定 |
| Pドラムゴルゴ13                                                             | 2019年5月  | |
| PフィーバーマクロスΔ                                                        | 2019年8月  | ライトミドルは設定非搭載・3段階設定、甘デジは6段階設定の3スペック                                                          |
| Pフィーバー機動戦士ガンダム 逆襲のシャア                                    | 2019年9月  | 新枠「ネオステラ」初採用                                                                                                   |
| Pフィーバーマクロスフロンティア3 Light Ver.                                 | 2019年10月 | 6段階設定。 |
| Pフィーバートータル・イクリプス                                             | 2019年11月 | 同社最後のFortune枠 |
| Pフィーバー バイオハザード リベレーションズ2                                | 2020年1月  | |
| Pフィーバーアクエリオン ALL STARS                                           | 2020年3月  | ビスティ製(新枠「ビスティネオステラ」初採用)、甘デジは遊タイム搭載                                                         |
| Pフィーバー夢花月2 夜桜バージョン                                           | 2020年4月  | 業界初の天井型時短「遊タイム」搭載                                                                                         |
| Pフィーバー戦姫絶唱シンフォギア2                                            | 2020年4月  | 1種2種混合機。専用筐体「絶唱」枠 2021年11月、1/230バージョンと1/77バージョンがリリース。また、両方とも遊タイム付きとなる。 |
| Pフィーバーゴルゴ13疾風Ver.                                                 | 2020年11月 | 遊タイム搭載、疾風マシンガンVer.は最後のパワパチ搭載機種                                                                   |
| PフィーバータイガーマスクW                                                  | 2020年12月 | 遊タイム搭載 |
| Pスーパーコンビα7500                                                        | 2021年1月  | |
| Pフィーバーアイドルマスター ミリオンライブ!                                 | 2021年2月  | 遊タイム搭載 |
| Pフィーバー革命機ヴァルヴレイヴ2                                            | 2021年4月  | 2022年2月発売の甘デジ版は遊タイム搭載                                                                                      |
| Pフィーバー 機動戦士ガンダムユニコーン                                      | 2021年8月  | 1種2種混合機。ビスティ製(ビスティネオステラ枠)                                                                             |
| Pフィーバーマクロスフロンティア4                                            | 2021年10月 | |
| Pフィーバー革命機ヴァルヴレイヴ2 カミツキVer.                               | 2022年2月  | 1種2種混合機。新演出追加等の仕様が変更されたバージョン。遊タイム搭載。                                                     |
| Pフィーバーアイドルマスター ミリオンライブ! 39フェスver.                    | 2022年4月  | 遊タイム搭載。2021年版と比較し大当たりシステムの変更あり                                                                   |
| Pフィーバーダンジョンに出会いを求めるのは間違っているだろうか               | 2022年5月  | |
| Pフィーバー蒼穹のファフナー3 EXODUS                                         | 2022年6月  | 二種タイプ |
| Pフィーバーからくりサーカス                                                 | 2022年8月  | 二種タイプ |
| Pフィーバー戦姫絶唱シンフォギア3 黄金絶唱                                   | 2022年9月  | 1種2種混合機、専用筐体「激唱」枠、c時短搭載                                                                                |
| Pフィーバーダンベル何キロ持てる?                                            | 2023年2月  | |
| Pフィーバーアクエリオン極合体                                               | 2023年3月  | |
| Pフィーバー炎炎ノ消防隊                                                     | 2023年4月  | Light Ver.は二種タイプ |
| Pフィーバースプラッシュ×スプラッシュ                                        | 2023年6月  | |
| Pフィーバー機動戦士ガンダムSEED                                             | 2023年8月  | 新枠「フリーダム」初採用、Light Ver.はラッキートリガー搭載二種タイプ                                                       |
| Pフィーバーかぐや様は告らせたい                                             | 2023年10月 | ネオステラ枠 |
| Pフィーバーありふれた職業で世界最強                                         | 2023年11月 | ネオステラ枠 |
| Pフィーバー革命機ヴァルヴレイヴ3                                            | 2024年1月  | |
| Pフィーバーパワフル                                                         | 2024年3月  | ジェイビー製、キャラクターデザインを一新、ネオステラ枠最後の機種                                                           |
| (P/e)フィーバーマクロスフロンティア5                                        | 2024年4月  | スマパチ(ジェイビー製)・P機の2スペック                                                                                     |
| Pフィーバー三国戦騎7500                                                     | 2024年6月  | |
| (P/e)フィーバー機動戦士ガンダムユニコーン 再来-白き一角獣と黒き獅子-        | 2024年8月  | スマパチ(ジェイビー製)・P機の2スペック、スマパチのみラッキートリガー搭載・デカヘソ機                                       |
| Pフィーバーからくりサーカス2 運命ver. eフィーバーからくりサーカス2 魔王ver. | 2024年11月 | スマパチ(ジェイビー製)・P機の2スペック、スマパチのみラッキートリガー搭載                                                   |
| eフィーバー戦姫絶唱シンフォギア4 キャロルver.                               | 2025年1月  | スマパチ、ジェイビー製、ラッキートリガー搭載                                                                               |
| Pフィーバー戦姫絶唱シンフォギア4 199ver.                                    | 2025年2月  | ジェイビー製、ラッキートリガー搭載                                                                                         |
| (P/e)フィーバーダンジョンに出会いを求めるのは間違っているだろうか2          | 2025年3月  | スマパチ(ジェイビー製)・P機の2スペック、スマパチのみラッキートリガー搭載                                                   |
| (P/e)フィーバーうたわれるもの                                               | 2025年4月  | スマパチ(ジェイビー製)・P機の2スペック、ラッキートリガー搭載                                                               |
| eフィーバー彼女、お借りします                                               | 2025年6月  | スマパチ・ジェイビー製、デカヘソ機、ラッキートリガー搭載                                                                   |
| eフィーバー炎炎ノ消防隊2                                                    | 2025年7月  | スマパチ・ジェイビー製、ラッキートリガー搭載                                                                               |

出典：パチンコ機種情報（パチンコビレッジ）／機種インデックス（P-WORLD）

## パチスロ機種一覧

### 4号機
- 2004年 - ボンバーパワフル
- 2005年 - 夢夢ワールドDX
- 2006年 - 7Cafe

### 5号機
| 機種名                                                 | 発売年月   | 備考                                         |
| ------------------------------------------------------ | ---------- | -------------------------------------------- |
| CRP花月伝説R                                           | 2005年7月  | 5号機、及びパロットの業界第1号               |
| バトルリーガーX                                        | 2007年1月  | 初の5号機パチスロ                            |
| ガオガオフェスティバル                                 | 2007年3月  | 完全告知機                                   |
| スター・ウォーズ                                       | 2007年6月  | 全面液晶機                                   |
| 楽シーサー                                             | 2007年6月  | 準完全告知、大型のシーサー役物内蔵           |
| ストップ!!ひばりくん!                                  | 2007年9月  | 全面液晶機                                   |
| KODA KUMI PACHISLOT LIVE IN HALL                       | 2007年9月  |                                              |
| インディ・ジョーンズ                                   | 2008年1月  | 全面液晶機                                   |
| 銀河鉄道物語                                           | 2008年3月  | 全面液晶機、業界初のタッチパネル付き液晶搭載 |
| パロット電車でGO!2                                     | 2008年5月  | パロット                                     |
| パワフルアドベンチャー                                 | 2008年5月  |                                              |
| パチスロ秘密戦隊ゴレンジャー                           | 2009年1月  |                                              |
| もっと楽シーサー(-30)                                  | 2009年5月  |                                              |
| KODA KUMI PACHISLOT LIVE IN HALL II                    | 2009年10月 |                                              |
| パチスロ機動戦艦ナデシコ                               | 2010年1月  |                                              |
| ゴッドハンターV                                        | 2010年6月  |                                              |
| パチスロ超時空要塞マクロス                             | 2010年11月 |                                              |
| キャプテンハーロックG                                  | 2011年1月  |                                              |
| パチスロ創聖のアクエリオン                             | 2011年3月  |                                              |
| 夢夢ワールドDXII                                       | 2011年9月  |                                              |
| パチスロ X JAPAN                                       | 2011年10月 |                                              |
| パチスロマクロスフロンティア はじまりの歌、銀河に響け! | 2012年4月  |                                              |
| パチスロパトラッシュ                                   | 2012年7月  |                                              |
| パチスロ覇王伝 零                                      | 2012年9月  |                                              |
| パチスロらんま1/2                                      | 2013年2月  |                                              |
| パチスロ創聖のアクエリオンII                           | 2013年5月  |                                              |
| ボンバーパワフルII                                     | 2013年9月  |                                              |
| パチスロタイガーマスク                                 | 2013年11月 |                                              |
| パチスロマクロスフロンティア2                          | 2014年5月  |                                              |
| パチスロ蒼穹のファフナー                               | 2014年12月 | V抽選役物「Judgement」搭載                   |
| パチスロ修羅の刻                                       | 2015年4月  | AT機                                         |
| パチスロマクロスフロンティア2 Bonus Live ver.          | 2015年8月  | 2014年改正型式試験方式適合機                 |
| パチスロIS（インフィニット・ストラトス）               | 2015年11月 |                                              |

### 5.5号機・5.9号機
| 機種名                                                 | 発売年月   | 備考                  |
| ------------------------------------------------------ | ---------- | --------------------- |
| パチスロマブラヴ オルタネイティヴ トータル・イクリプス | 2016年4月  |                       |
| パチスロ戦姫絶唱シンフォギア                           | 2016年9月  |                       |
| パチスロ涼宮ハルヒの憂鬱                               | 2016年12月 |                       |
| パチスロみんなで楽シーサー                             | 2017年3月  | 30φ仕様はジェイビー製 |
| パチスロマクロスフロンティア3                          | 2017年5月  |                       |
| パチスロアクエリオンEVOL                               | 2017年7月  |                       |
| パチスロゴルゴ13                                       | 2017年9月  |                       |
| パチスロ マイケル・ジャクソン                          | 2018年3月  | 5.9号機               |
| パチスロ トータル・イクリプス Lv.MAX-RT                | 2018年7月  | 5.9号機、ビスティ製   |

### 6号機 - 6.5号機
| 機種名                                 | 発売年月   | 備考                                                                          |
| -------------------------------------- | ---------- | ----------------------------------------------------------------------------- |
| SボンバーパワフルIII                   | 2019年5月  |                                                                               |
| パチスロ蒼穹のファフナー EXODUS        | 2019年10月 | V抽選役物「Judgement」搭載、ビスティ製                                        |
| パチスロトータル・イクリプス2          | 2019年12月 |                                                                               |
| パチスロマクロスΔ                      | 2021年4月  | 6.1号機、ジェイビー製。ベースカット指示機能搭載機、最後のパワスロ機能搭載機種 |
| パチスロ戦姫絶唱シンフォギア2 勇気の歌 | 2021年12月 | 6.2号機、ジェイビー製                                                         |
| パチスロアクエリオン ALL STARS         | 2022年7月  | 6.5号機、同社初の設定L搭載、シリーズ初のAT機                                  |
| パチスロ炎炎ノ消防隊                   | 2023年5月  | 6.5号機、ジェイビー製、設定L搭載、コンプリート機能搭載                        |

### スマスロ
| 機種名                                 | 発売年月   | 備考                                                  |
| -------------------------------------- | ---------- | ----------------------------------------------------- |
| L革命機ヴァルヴレイヴ                  | 2022年11月 | 業界初のスマスロ機種、同社初のコンプリート機能搭載    |
| Lからくりサーカス                      | 2023年7月  | 初のスマスロ、設定L搭載、コンプリート機能搭載         |
| Lマクロスフロンティア4                 | 2024年1月  | コンプリート機能搭載、ビスティ製                      |
| Lパチスロ炎炎ノ消防隊                  | 2024年5月  | パチスロ炎炎ノ消防隊の兄弟機、ジェイビー製、設定L搭載 |
| Lパチスロ戦姫絶唱シンフォギア 正義の歌 | 2024年7月  | ジェイビー製、設定L搭載                               |
| Lパチスロかぐや様は告らせたい          | 2024年9月  | ジェイビー製                                          |
| Lダンベル何キロ持てる?                 | 2024年12月 |                                                       |
| Lパチスロありふれた職業で世界最強      | 2025年2月  | ジェイビー製                                          |

## ジェイビー

### パチンコ
| 機種名                                         | 発売年月   | 備考                                                                                               |
| ---------------------------------------------- | ---------- | -------------------------------------------------------------------------------------------------- |
| CRパチンコサラリーマン                         | 2008年9月  | 初参入機種                                                                                         |
| CR J-RUSH                                      | 2010年1月  | |
| CR STEALTH                                     | 2010年4月  | 一種二種混合機、新枠「ルミナGT JBモデル」初採用                                                    |
| CRディンガ                                     | 2010年12月 | 甘デジ専用機種                                                                                     |
| CR真・十勇士                                   | 2011年4月  | 新枠「Vスパーク JBモデル」初採用                                                                   |
| CRクラッシュ・クラシック                       | 2012年1月  | |
| CRウイルスブレイカー                           | 2012年6月  | 初のV確転落機                                                                                      |
| CR J-RUSH2                                     | 2013年1月  | |
| CRマジカペ                                     | 2013年5月  | 羽根モノ                                                                                           |
| CRゴーストNEO                                  | 2013年6月  | 新枠「JB EVOL」初採用                                                                              |
| CRすろんこフラワー                             | 2013年8月  | Vスパーク JBモデル枠                                                                               |
| CR超天竺                                       | 2014年1月  | |
| CRうちのポチーズ                               | 2014年5月  | 羽根モノ、VスパークJBモデル枠                                                                      |
| CRパッションモンスター                         | 2015年6月  | |
| CR J-RUSH3                                     | 2015年10月 | |
| CRグレート・ザ・キング                         | 2016年1月  | |
| CRパトラッシュJ                                | 2016年4月  | 三共製、FORTUNE枠初採用                                                                            |
| CRサンダードラゴン                             | 2016年5月  | JB EVOL枠                                                                                          |
| CRフィーバークィーンⅡ                          | 2017年1月  | |
| CR新夏祭り                                     | 2017年6月  | |
| CRジェットアローⅡ号                            | 2017年7月  | V入賞タイプ                                                                                        |
| CRフェスティバルDD                             | 2017年10月 | |
| CRフィーバーパワフル2018                       | 2018年2月  | |
| CRフィーバークィーン2018                       | 2018年2月  | |
| CR J-RUSH4                                     | 2018年9月  | |
| Pストレートセブン                              | 2019年7月  | 6段階設定2スペック(ライトミドル、甘デジ)                                                           |
| Pスカイレーサー                                | 2019年10月 | 6段階設定                                                                                          |
| P闘将覇伝                                      | 2020年2月  | 設定非搭載、FORTUNE枠最後の機種                                                                    |
| PフィーバークィーンII                          | 2020年10月 | 甘デジ専用機種、遊タイム搭載、新枠「JBネオステラ」初採用 ダイナム専用甘デジスペックは6段階設定のみ |
| Pスーパーコンビα7500                           | 2021年1月  | |
| PパトラッシュV                                 | 2021年3月  | 遊タイム搭載                                                                                       |
| Pフィーバーパワフル                            | 2021年5月  | 甘デジ専用機種、遊タイム搭載 ダイナム専用甘デジスペックは遊タイム付き6段階設定                     |
| P J-RUSH5                                      | 2021年11月 | ライトミドルは遊タイム搭載                                                                         |
| PフィーバークイーンRUSH                        | 2022年11月 | |
| P大開王                                        | 2023年1月  | 二種タイプ                                                                                         |
| PフィーバークィーンII 30th ANNIVERSARY EDITION | 2023年7月  | |

出典：パチスロ機種情報（パチンコビレッジ）／機種インデックス（P-WORLD）

## 関連会社
- 株式会社ビスティ
- 株式会社ジェイビー
- 株式会社三共エクセル
- 株式会社三共プランニング
- 株式会社吉井カントリークラブ
- 三共運送株式会社
- 株式会社ゲームカード・ジョイコホールディングス（旧日本ゲームカード株式会社）
- フィールズ株式会社
- 三共観光開発株式会社
- 株式会社データ・アート（キャラクターデザイン、液晶開発）
- ジー・アンド・イー株式会社（ゲーミング&エンタテインメント ビジネススクール）

### 過去の関連会社
- インターナショナル・カード・システム株式会社- 2021年3月に解散。
- 株式会社サテライト (アニメ制作会社) - 2020年6月に資本提携を解消[15]。
- 株式会社三共クリエイト

## 提供番組
※2023年9月当時
CM枠が1分の番組
- テレビ東京系列
  - ニュースモーニングサテライト（テレビ東京系列、月曜 - 金曜の6時台後半ナショナルセールス。）
- BS11（ANIME+）
  - マクロス 超時空ゼミナール（金曜23時枠にて放送、地上波では実質親局のTOKYO MXでのみ放送）
- 日本テレビ
  - 東京エトワール音楽院

CM枠が30秒の番組
- 日本テレビ系列
  - 人生が変わる1分間の深イイ話
- テレビ東京系列
  - 所さんの学校では教えてくれないそこんトコロ!（2010年10月より、水曜シアター9より移動。2011年3月までは1分提供。）
  - トータル イクリプス（2011年7月開始のテレビアニメ、前枠の「アクエリオンEVOL」（後述）からのスポンサー実質引継ぎだが各社提供（但し固定枠は継続）に降格）
- TBS系列
  - アッコにおまかせ!
  - 白鵬密着ドキュメント
  - 機動戦士ガンダム 鉄血のオルフェンズ(毎日放送制作)
  - 機動戦士ガンダム 水星の魔女(同上)
- テレビ朝日系列
  - 機動戦士ガンダムUC RE:0096(メーテレ制作)
- テレビ東京系列
  - ガンダムビルドファイターズ
  - ガンダムビルドファイターズトライ
  - ガンダムビルドダイバーズ

### 過去
- TOKYOヒットガール（日本テレビ、「東京エトワール音楽院」の前身番組）
- うたばん→ザ・ミュージックアワー（TBS系列）
- 月曜ゴールデン（同上）
- イチハチ（同上）
- NEWS23（同上）
- 知っとこ!（同上、2011年9月まで）
- 情報エンタメLIVE ジャーナる!→Mr.サンデー（フジテレビ系列、2011年3月まで）
- 日曜ナイトドラマ（テレビ朝日系列）
- テレビ朝日水曜21時枠刑事ドラマ（同上、2011年9月まで。）
- ビートたけしのTVタックル（同上）
- サンデープロジェクト（同上）
- 木曜洋画劇場→水曜シアター9（テレビ東京系列）
- 創聖のアクエリオン（BS11のアニメ再放映枠、2011年1月 - 9月）
  - アクエリオンEVOL（テレビ東京系列、2011年10月 - 2012年6月、初回のみメディアファクトリーと筆頭提供、以降は同社のみ筆頭提供）
- マクロスF（毎日放送制作・TBS系アニメ、BS11のアニメ再放映枠）
- ビートたけしの勝手に国民栄誉SHOW（2011年大晦日版、同12月31日の19 - 20時台）※ボクシング中継の部のネットセールスにて冠筆頭提供
- 中村雅俊 マイ・ホームページ（TBSラジオ制作枠のラジオ番組 一時期「フィーバー蒼穹のファフナー」のCMが後半PTとして入っていた）
- 川中美幸 人・うた・心（文化放送制作枠のラジオ番組、ヒッチハイクの一社に不定期で入っていた）
- ニュース・パレード（文化放送制作枠のラジオ番組、前クレ前のカウキャッチャーの一社に不定期で入っていた、2012年7月期）

ほか

## スポンサー活動
- ガンダムシリーズ
- 井岡一翔
- 白鵬杯
- SANKYOレディースオープン - 会場は同社が運営する「吉井カントリークラブ」。
- 千葉麗子 - かつてポスターに。
- ニコラス・ケイジ - 2000年頃にテレビCMに出演した。
- 極真会館 - かつて主催する空手道大会に通年で協賛をしていた。
- 多岐川華子 - かつてCMをしていた。
- 志村けん - CMでイメージモデルをしていた。